# Шотт Сергій Львович
Сергі́й Льво́вич Шотт (нар. 2 липня 1954, Сухумі) — український музикант (скрипаль), концертмейстер оркестру Національної опери України. Заслужений артист України, народний артист України.

## Життєпис
З 5 років займався музикою у педагога Ганни Бубнової.
1969—1973 — навчання в Київській спеціальній музичній школі при консерваторії (клас П. М. Макаренка).
1973—1979 — навчання в Київській консерваторії імені Петра Чайковського (клас Ольги Михайлівни Пархоменко).
1979—1980 — строкова служба у лавах Радянської армії.
1980—1988 — концермейстер Державного естрадно-симфонічного оркестру.
Від 1988 року є концермейстером оркестру Національного академічного театру опери та балету України імені Тараса Шевченка.
Сергій Шотт також є досвідченим педагогом (доцент кафедри скрипки Національної музичної академії України імені Петра Чайковського).
2017 року Сергію Львовичу присвоєно звання народного артиста України.

## Родина
Батько, Лев Іполітович Шотт (1913, Сухумі — 1996, Київ), був художником-архітектором.
Мати, Ізабела Юріївна Шотт, — віолончелістка.
Має сина Даніеля і доньку Катерину. Катерина Шотт — відома скрипалька, лауреат міжнародних конкурсів «Клостер-Шанталь» (Німеччина), «Конкурс Камерних Ансамблів» (Нью-Йорк, США).

## Нагороди
- 2001 — заслужений артист України
- 2017 — народний артист України